# 穆爾蒂紐港
21°41′56″S 57°52′58″W / 21.69889°S 57.88278°W
穆爾蒂紐港（葡萄牙語：Porto Murtinho），是巴西的城鎮，位於該國西部，由南馬托格羅索州負責管轄，始建於1912年6月13日，面積17,735平方公里，海拔高度90米，2011年人口15,530，人口密度每平方公里0.875人。